# Aurahi (Sarlahi)
Aurahi – gaun wikas samiti w środkowej części Nepalu  w strefie Dźanakpur w dystrykcie Sarlahi. Według nepalskiego spisu powszechnego z 2001 roku liczył on 971 gospodarstw domowych i 5947 mieszkańców (2876 kobiet i 3071 mężczyzn).